# 蔑国
姑蔑，先秦诸侯国，简称蔑或眜。
蔑国在夏朝、商朝时是一个小国，昧（蔑）在商代后期的甲骨卜辞中就已出现，如“王往于昧”、“呼田于昧”，《诗经·桑中》有“沫之北矣”的诗句，郑《笺》：“沫，卫邑。”
春秋时期成为鲁国的城邑。在今山东省泗水县东四十余里卞桥南。前722年，鲁隐公代行国政而想要和邾国友好，在蔑地举行了盟会。前498年，孔子命令申句须、乐颀伐费邑，国人姑蔑打败了费邑人。公山不狃、叔孙辄逃亡齐国，于是就毁掉了费邑。